# Soziale Perichorese
Soziale Perichorese (von altgriechisch περιχώρησις perichóresis ‚einander wechselseitig Raum geben und durchdringen‘) ist ein von dem katholischen Theologen Wilhelm Korff entworfenes Interaktionsmodell und bezeichnet in Abgrenzung zum in der christlichen Dogmatik verwendeten Begriff der trinitarischen Perichorese die gegenseitige Verschränkung und das Ineinanderwirken der unterschiedlichen  Verhaltensantriebe, die die sozialen Interaktionen der Menschen durchgängig bestimmen.

## Antriebskomponenten
Dabei heben sich zunächst drei Antriebskomponenten deutlich gegeneinander ab:
1. Der im Nutzungs- und Verfügungsimpuls gründende, auf eigene Bedürfniserfüllung gerichtete Impetus zu sachhaft-funktionalem gebrauchendem Umgang mit dem anderen.
2. Der im innerartlichen Aggressionsimpuls wurzelnde, auf Selbstand und Selbstbehauptung zielende konkurrierende Verhaltensantrieb.
3. Der evolutions- und stammesgeschichtlich wohl jüngste, aus dem Brutpflegeimpuls erwachsene interaktionelle Antrieb zu wohlwollendem und fürsorglichem Verhalten.

Soll nun ein genuin human bestimmter, letztlich interpersonaler Duktus im jeweiligen Vollzug der konkreten Interaktion gesichert bleiben, so erscheint dies in Wahrheit – und darin zeigt sich die besondere ethische Relevanz des Ganzen – nur unter Wahrung der unterschiedlich aufeinander abstimmbaren, jedoch gleichzeitigen Präsenz und Mitwirkung aller drei Komponenten möglich: Der Mensch ist dem Menschen Bedürfniswesen, Konkurrent und Fürsorger zugleich. Wo immer deshalb Interaktionen monokausal angelegt sind, muss dies zwangsläufig zu Lasten ihrer humanen Vernunft gehen. Seine besondere Ausrichtung empfängt der einzelne Interaktionsakt gleichwohl erst dadurch, dass einer der drei Komponenten die je dominierende zielbestimmende Funktion zufällt, und dies unbeschadet der Tatsache, dass es letztlich die sich als spezifische Kulturtatbestände von der Logik der Perichorese keineswegs unabhängig ausfaltenden und vermittelnden Regelwerke und Normen sind – die faits sociaux als faits moraux im Sinne Émile Durkheims, aus denen der betreffende Interaktionsakt am Ende die ihm jeweils eigene, auch überindividuell verbindliche Form gewinnt.
Unter diesen gegebenen Prämissen unterscheidet sich dann etwa ein auf dezidiert sachhaften Austausch gerichteter Kaufakt von einem nach harten Konkurrenzregeln verlaufenden sportlichen Wettkampf oder von einem den Vorrang des Eigeninteresses zurücktreten lassenden Akt interindividueller Hilfestellung. Bei den hier benannten Verhaltensabläufen handelt es sich um funktional höchst differenten Aktionsformen, aber eben doch mit solchen, die sich durchgängig als im Prinzip ethisch rechtfertigungsfähige soziale Erscheinungsformen ausmachen lassen.

## Doppelfunktion des Sozialbegriffes
Geht man davon aus, dass der Sozialbegriff nicht nur die ontologische Differenz zum Individuellen, sondern mit seinen Kontrastierungen zu unsozial, asozial und antisozial gleichzeitig eine ethische Differenz markiert, so weist dies darauf hin, dass er, unbeschadet dieser seiner Doppelfunktion, durchgängig auch einen ethischen Gehalt in sich fasst. Dabei betont der geltende Sprachgebrauch diesen ethischen Gehalt hier freilich dominant von der spezifisch altruistisch-fürsorglichen Verhaltenskomponente her, wie dies etwa in einigen attributiven Begriffen wie soziale Frage, soziales Gewissen, sozialer Charakter, soziale Dienste oder soziale Gerechtigkeit in je eigener Weise zum Ausdruck kommt.
Damit bietet es sich an, das ethische Gegensatzpaar sozial – unsozial am Ende zugleich uneingeschränkt dem klassischen Altruismus-Egoismus-Schema zuzuordnen. Gleichwohl bedarf es angesichts der elementaren Bedeutung dieser Zusammenhänge für das praktische Handeln zur Erfassung des tatsächlichen ethischen Strukturgehalts des Sozialen einer entschieden differenzierteren Sichtweise. Hierzu aber bleiben wir in der Tat auf die so viel komplexer anmutenden, zuvor eruierten sozialperichoretischen Sachverhalte zurückverwiesen, da das Soziale keine einfache, sich selbst definierende Größe ist, dessen ethisches Proprium sich auf die altruistische Komponente reduzieren lässt.

## Funktional-sachhafte und konkurrierende Komponente
Ethisch nicht weniger relevant im Phänomen des Sozialen sind eben auch die funktional-sachhaften und konkurrierenden Komponenten. So wissen wir spätestens seit Adam Smith (1776) um die immense Bedeutung des das Eigeninteresse des einzelnen ethisch positiv einbeziehenden Wettbewerbs für die Wahrung und Ausweitung des gesamtwirtschaftlichen Wohlstands, oder seit Georg Simmel (1908), ja letztlich schon seit Immanuel Kant (1784) um die produktive Bedeutung des konfligierenden Elements für jegliche prospektive Entwicklung des einzelnen wie der Gesellschaft, oder seit Emile Durkheim (1883) um das Gewicht gerade der funktional-sachhaften Komponente als dem vielleicht überindividuell effizientesten Interdependenz und Solidarität stiftenden Wirkfaktor im Zeichen einer hochkomplex gewordenen Welt moderner Arbeitsteilung.
Gleichwohl ist es die zumal bei Durkheim besonders nachdrücklich herausgearbeitete funktional-sachhafte Komponente im Phänomen des Sozialen, in deren Ansehung dieser in der Tat zu einem der Väter der modernen Soziologie geworden ist, die schon seit Ende des 19. und dann stärker noch in der ersten Hälfte des 20. Jahrhunderts in das Visier einer vielfältigen, zum Teil bis heute fortwirkenden sozialphilosophischen Kritik geriet: Das ethisch „Eigentliche“ des Sozialen geht hiernach eben nicht mit dem Funktional-Sachhaften zusammen. Das gilt bereits im Blick auf die Konzeption einer „reinen Soziologie“ bei Ferdinand Tönnies (1887) mit seiner pejorativen Bewertung von „Gesellschaft“ gegenüber der sich aus dem Wir-Bewusstsein aufbauenden „Gemeinschaft“. Das gilt im Blick auf Martin Heideggers Existenzialphilosophie (1927) mit ihrer fast mystischen, sich gegen alles Objektivierende kehrenden „Sorge“ um das Sein des Selbstseins. Das gilt aber auch im Blick auf die spezifisch dialogphilosophischen Ansätze Martin Bubers (1923), Ferdinand Ebners (1921) und Eberhard Grisebachs (1928) mit ihrer Abqualifizierung des „Es“ im Umgang des Menschen mit dem Menschen als „uneigentlich“ zugunsten einer reinen Du-Unmittelbarkeit. Und das gilt schließlich im Blick auf die negative Dialektik der Kritischen Theorie Adornos und Horkheimers (1947), nach der die menschlich wahre Gestalt von Gesellschaft nur im „Vorgriff auf Totalität“, und d. h. zugleich im permanenten Prozess kritischer Negation des je und je Gegebenen und Ausplanbaren aufscheint.
Dem allem steht entgegen, dass der funktional-sachhaften Komponente im sozialen Handeln des Menschen eine eigene und durch nichts anderes zu vertretende Aufgabe zufällt: Sie ist es, die die schier unerschöpfliche Vielfalt der menschlichen Beziehungsgestaltungen einschließlich ihrer gesellschaftlich übergreifenden normativen Koordinationen überhaupt erst ermöglicht. Das verleiht ihr die ihr zukommende moralische Relevanz. Sollen solche Beziehungsgestaltungen freilich ihren humanen Charakter bewahren, so schließt dies ebenso notwendig die Wahrung der hier zugleich gegensteuernd ins Spiel kommenden konkurrierenden und benevolenten Antriebsanteile im Handeln der Akteure ein. Genau dies aber meint die auf humane Stimmigkeit hindrängende Zuordnungslogik und Eigendynamik der Sozialen Perichorese. Sie konfrontiert das menschliche Handeln, noch vor jeder weiteren Frage nach dem möglichen Grund seines Unbedingtheitsanspruchs (Gewissen, Menschenwürde, Gottebenbildlichkeit), mit dem Anspruch seiner natural gegebenen Unbeliebigkeit. Damit eröffnet sich ein Problemzugang zum Verständnis des Sozialen, der zugleich den Weg zur Erhellung weiterer ethischer Grundlagenfragen weist, wie dies etwa der Beitrag Gerfried W. Hunolds zu einer Ethik der Identitätsfindung (1978) oder Markus Vogts interaktionstheoretische Analysen der Grundelemente von Gerechtigkeit (1997 u. 1999) zeigen.